# Malé Leváre
Malé Leváre (deutsch Kleinschützen, ungarisch Kislévárd, lateinisch Parvo-Levardinum) ist eine Gemeinde in der Westslowakei.
Die Gemeinde liegt im Záhorská nížina (ein Teil des Wiener Beckens), die zur Region Záhorie gehört, nördlich des Flüsschens Rudava und einem Kanal (Malolevársky kanál). Westlich der Gemeinde befindet sich das Naturschutzgebiet Záhorie mit der Grenzfluss March. Die Stadt Malacky ist 10 km entfernt.
Der Ort wurde zum ersten Mal urkundlich im Jahr 1377 als Kyslew erwähnt und gehörte damals zum Herrschaftsgut von Burg Blasenstein. Im Ort gibt es eine Kirche aus dem Jahr 1654.

## Bevölkerung
| Jahr                | 1994 | 2004     | 2014    | 2024     |
| ------------------- | ---- | -------- | ------- | -------- |
| Anzahl der Personen | 986  | 1097     | 1178    | 1819     |
| Unterschied         |      | +11,25 % | +7,38 % | +54,41 % |

| Jahr                | 2023 | 2024    |
| ------------------- | ---- | ------- |
| Anzahl der Personen | 1772 | 1819    |
| Unterschied         |      | +2,65 % |